# Sarajevski predor
Sarajevski predor, znan tudi kot »sarajevski ratni tunel« je naziv za predor, ki je bil zgrajen med obleganjem Sarajeva leta 1993, izpod steze letališča Butmir, pod nogami vojakov Združenih narodov in le 50 m vstran od položajev vojske Republike srbske, ter je povezoval dva položaja bosanske armade (Dobrinjo in Butmir), zato so ga na kratko imenovali kar Tunel D-B. Predor je bil dolg okoli 720 m in visok okoli 1,50 m, na nekaterih delih pa do 1,80 m. Predor so v uradnih pogovorih med bosansko armado in modrimi čeladami imenovali kar »predor, ki ga ni«, ter je bil največja skrivnost Sarajeva. Po njegovi zaslugi je v oblegano Sarajevo prihajala hrana, orožje, cigarete in drug prepotreben material. 

## Gradnja predora
Predor so izkopali prostovoljci, ki so delali v osemurnih izmenah. Celotni izkop je bil opravljen ročno, s krampom in lopato, material pa so odvažali na samokolnicah.
Dela so pričela januarja 1993 in se končala šest mesecev kasneje. 30. julija 1993 sta si dva moža, ki sta kopala vsak iz svoje strani, podala roke pod stezo sarajevskega letališča. Leta 1994 so v predoru postavili tračnice, po katerih so premikali mali voziček. Danes je ohranjenih samo okoli 20 m predora, preostali del se je porušil.

## Zgodovina predora
Leta 1994 je za predor izvedela tudi vojska Republike Srbske, tako da naj bi celo klicali na letališče in od tamkajšnjih enot Združenih narodov zahtevali porušitev in zaprtje predora. Vojska Republike Srbske je poskušala s kopanjem drugega predora in preusmeritvijo reke Željeznice tudi sama potopiti predor in ga tako onesposobiti, vendar brez uspeha. 
Da bi danes prišli do obstoječega dela predora, se moramo spustiti v klet hiše, ki je last družine Kolar. Predstavljajte si, kako hodite po predoru, ki je visok samo malo nad 1,50 m, s 50 kilogrami tovora na hrbtu, med električnim kablom na eni in naftovodom na drugi strani. Na ta način je v Sarajevo prišlo veliko zalog, zato je predor pomenil življenjsko povezavo med triinpol letnim obleganjem mesta. V Sarajevo je po njem prihajala hrana, gorivo, časopisi in orožje, ven pa ljudje, če so bili ti dovolj pomembni, ali kot nekateri pravijo, če so imeli dovolj denarja za plačilo preprodajalcem črnega trga. 
Med tem pa 720 m ni bilo vsakič 720 m. Prečkanje predora iz Sarajeva v Butmir je trajalo okoli 20 minut, toda če bi predor prečkali iz Butmirja v Sarajevo, potem bi pot trajala tudi po 40 minut, saj bi po pravilu na hrbtu nosili eno ali dve vreči s hrano, alkoholom, cigaretami ali orožjem.

## Muzej sarajevskega predora
Del hiše Kolarevih je danes spremenjen v muzej. V kletnih prostorih so na ogled vojaške uniforme, kante in prazne vreče humanitarne pomoči iz tistega obdobja. Tu je tudi voziček, ki so ga porivali po tirnicah in si z njim pomagali pri prehodu. Ko je predor prečkal nekdanji bosanski predsednik Alija Izetbegovič, so zanj izdelali poseben voziček. 
Med vojno so bili trpeči sarajevčani eno od redkih propagandnih orožij, ki je bilo na razpolago muslimanski strani, zato je vlada omejila število ljudi, ki lahko skozi predor zapustijo Sarajevo, brez dvoma pa so to možnost izkoriščali tudi vojni zaslužkarji in preprodajalci.
Brez predora bi sarajevčani trpeli celo bolj kot so in branilci bi se morali morda zaradi pomanjkanja celo predati.

## Epilog
Leta 1995 so pod letališčem zgradili tudi drugi predor, ki se je nahajal poleg »starega malega«, skozi katerega so lahko vozili tudi osebni avtomobili in celo kamion »Tamič«, toda ta veliki ni služil tako kot mali, ki je zato ostal edina prava legenda obleganja Sarajeva.